# Burnt Island
Burnt Island är en ö i Bermuda (Storbritannien).   Den ligger i parishen Warwick, i den sydvästra delen av landet, 2 km sydväst om huvudstaden Hamilton.